# زيليتول
زيليتول هو سكر كحولي له الصيغة الجزيئية C5H12O5.

## الإنتاج
اكتشف الزيليتول من قبل كيميائيين فرنسيين وألمان في نهايات القرن التاسع عشر، وهو أول محلي آمن شائع في أوروبا ليس له تأثير على مستويات الأنسولين لدى مرضى السكري. ينتج الزيليتول بفعل هدرجة الزيلوز والذي يحول السكر الالدهيدي إلى كحول أولي. كما يمكن استخلاصه من مصادر طبيعية، وعادة ما نحصل عليه من شجرة القضبان الفضي أو شجرة البتولا لإنتاج ماء البتولا. أو عن طريق العمليات الدقيقة التي تتضمن التخمر والعمليات الحيوية المحفزه بالانزيمات في كل من البكتيريا، والفطريات، وخلايا الخميرة، وذلك يعطي فائدة في تخمر المركب الوسطي من الزيلوز لإنتاج نسبة مرتفعة من الزيليتول، هنالك أنواع شائعة من الخميرة (الكانديدا) تتخمر بشكل جيد وتنتج الزيليتول، في عام 1970 في فنلندا تم إعداد بحوث عن فائدة هذا المركب في طب الأسنان. وأظهر العلماء في جامعة توركو فوائده السنية فيما عرف ب «الدراسات السكرية في توركو».

## الخصائص
يحتوي ال 1 غرام من الزيليتول على 2,4 كيلو سعرة حرارية مقارنة مع السكر الذي يحتوي على 3,87 كيلو سعرة حرارية. لا يخلف طعما بعد ازالته من الفم، ويسوق له كمادة آمنة لمرضى السكر والمصابين بارتفاع ضغط الدم. ويعزى هذا الشيء إلى التأثير القليل الذي يقوم به الزيليتول على نسبة السكر في الدم. لا يعتبر الزيليتول ساما أو مسرطنا وقد صنف كمادة آمنه من قبل إدارة الغذاء والدواء في الولايات المتحدة.

## الفوائد

### العناية بالأسنان
يعتبر الزيليتول مناسبا وصديقا للاسنان، كما أنه سكر كحولي غير قابل للتخمر. وهو يمتلك فوائد كثيرة للأسنان أكثر من متعددات الكحول الأخرى. تحتوي بنية الزيليتول على الجزيء الثلاثي 3(H-C-OH)، والذي بإمكانه إعادة ترتيب الأيونات متعددة التكافؤ، مثل الايون الثنائي الموجب للكالسيوم Ca+2 الذي يسمح له بالنقل عبر جدار القناة الهضمية وعبر اللعاب للعمل على إعادة تمعدن واسترداد الايونات في مينا الأسنان قبل حدوث التسوس.
وقد وجدت الدراسات في فنلندا في عام 1970 أن مضغ العلكة المنكهة التي تحتوي على السكروز تتسبب في التسوس وفقد الاسنان أكثر بمرتين من مضغ تلك التي تحتوي على الزيليتول. البكتيريا المسببة للتسوس تفضل السكريات السداسية الكربونات والسكريات الثنائية، بينما يعد الزيليتول غير قابل للتخمر ولا يمكن استخدامه كمصدر للطاقة، في حين لا يزال تناولها من قبل الخلايا نظرا لشكلها المشابه وعدم تركها مجالا للسكريات المكونة من ست ذرات من الكربون أو الثنائية، مع التأثير على نمو وإنتاج البكتيريا. تصاب الكائنات الدقيقة والبكتيريا الضارة بالجوع أثناء وجود الزيليتول، الذي يسمح بإعادة العناصر المفقودة من الاسنان المتضررة بدون أي تأثير أو إعاقة. هذه الخاصية تجعله غير صالح لصنع الخبز لأنه يتعارض مع قدرة الخميرة على هضم السكريات. تحتاج الاسنان لصحتها حوالي 6 غرامات من الزيليتول.
يثبط الزيليتول نمو البكتيريا الكروية الرئوية، والمرتبطة بالإنفلونزا في خلايا البلعوم. إن الحلاوة التي تتسبب عند استهلاك الزيليتول تتسبب في افراز اللعاب الذي يعمل بدوره كمخفف للبيئة الحامضية التي تتسبب بها الكائنات الدقيقة في طبقة البلاك المتكونة على الأسنان. إن استهلاك الزيليتول يعمل على زيادة افراز اللعاب مما يؤدي إلى انخفاض الرقم الهيدروجيني إلى رقم متعادل نسبيا بدقائق قليلة.مع ذلك، على الرغم من هذه التخمينات واعداد اثنين من المراجعات المنهجية من التجارب السريرية لا يمكن العثور على أدلة قاطعة على أن الزيليتول كان متفوقا بالفعل البوليولات أخرى مثل السوربيتول  أو مساوية لتلك التي من الفلورايد الموضعي في تأثيره المضاد للتسوس 
في مارس 2015، نشرت مراجعة كوكرين لكامل الجسم من الأدلة المحيطة الآثار الزيليتول على تسوس الأسنان. وكان استنتاجهم أنه في حين تشير الأدلة ذات الجودة المنخفضة التي أكثر من 2.5 إلى 3 سنوات من الاستخدام، معجون أسنان يحتوي على الفلورايد التي تحتوي على زيليتول قد يقلل من تسوس بالمقارنة مع معجون أسنان فلوريد الوحيد، وهي الكمية المتبقية من الأدلة المتدنية الجودة والغير كافية لتحديد ما إذا كان أي من المنتجات التي تحتوي على زيليتول يمكن أن يمنع تسوس في الرضع والأطفال الأكبر سنا، أو البالغين.
يتم تصنيف الزيليتول من قبل إدارة الغذاء والدواء الأمريكية كمادة مضافة للغذاء  مثل غيرها من المنتجات المحلاة الكحول والسكر، ويسمح المنتجات المحلاة بالزيليتول ليكون المسمى مع الادعاء بأنها لا تشجع على تسوس الأسنان.

### السكري
الزيليتول ذو سعرات حرارية أقل بالمقارنة مع سكر المائدة (السكروز) بنسبة 33%، ويتم امتصاصه بمعدلات أبطأ مقارنة مع السكر. كما أنه لا يؤدي إلى رفع مستوى السكر في الدم أو ما يسمى بال (هايبرجلايسيميا) الناتجة عن عدم كفاية الاستجابة للأنسولين المفرز. وقد أثبتت هذه الخاصية انها مفيدة أيضا للأشخاص الذين يعانون من "متلازمة الأيض"، وهو اضطراب شائع يتمثل بمقاومة الانسولين، وارتفاع ضغط الدم، وارتفاع الكولسترول، وزيادة مخاطر الجلطات الدموية.

### الأمعاء
الزيليتول لا يمتص في امعاء الإنسان بالكفاءة نفسها التي يمتص بها الفركتوز أو الجلوكوز، حيث يعمل الزيليتول غير الممتص كألياف غذائية قابلة للذوبان تساعد في المحافظة على بعض الجوانب في وظائف الامعاء. تخمير البكتيريا، وخاصة في الامعاء الغليظة، يحول جزئيا الزيليتول للأحماض الدهنية قصيرة السلسلة التي تمتصها الأمعاء كوقود لإنتاج الطاقة في المسارات الأيضية المؤكسدة. الزيليتول مفيد أيضا في الانتعاش بعد ممارسة التمارين الثقيلة لأن الجسم البشري يحول استيعاب الزيليتول إلى جلوكوز 6 فوسفات والجليكوجين. لكن التحويل يكون بصورة بطيئة، بحيث يصل زيليتول إلى مصدر منخفض له للطاقة.

### التهاب الأذن
مضغ العلكة التي تحتوي على الزيليتول يظهر خفض في معدلات التهاب الأذن الوسطى الحاد في الأطفال الذين يحتاجون رعاية يومية بنسبة 25٪. وقد تبين أيضا ان بخاخ الزيليتول للأنف يقلل حدوث التهاب الأذن الوسطى الحاد، فضلا عن كونها وسيلة فعالة جدا في مساعدة وتحفيز غسل البلعوم الطبيعية، والحد من مستعمرات البكتيريا وتلوث الحساسية مع المشاكل المصاحبة لها .

### هشاشة العظام
تشير الدراسات التي اجريت على الفئران في عام 2001 و2011 ان الزيليتول يزيد من حجم العظام، وأدت نتائج هذه الدراسة إلى التفكير في استخدام هذا السكر لعلاج هشاشة العظام.

## الأضرار
أشارت العديد من الدراسات إلى وجود مخاطر محتملة مرتبطة بالإفراط في تناول بعض هذه المُحليات. وفي هذا السياق، كشفت دراسة حديثة أجراها باحثون من مستشفى كليفلاند كلينيك عن وجود علاقة بين تناول الزيليتول (Xylitol)، وهو بديل شائع للسكر ذو تركيبة كحولية، وبين حدوث ارتفاع في خطر الإصابة بأمراض القلب والأوعية الدموية وتخثر الدم. نُشرت الدراسة في المجلة الأوروبية لأمراض القلب في 6 حزيران/يونيو 2024. 

### الصفائح الدموية وتخثر الدم
أوضحت الدراسة أن الأشخاص الذين لديهم مستويات أعلى من الزيليتول في الدم كانوا أكثر عرضة للإصابة بأمراض القلب والأوعية الدموية بنسبة تتراوح بين 57% و80%، مقارنة بالأشخاص الذين لديهم مستويات أقل. وكشفت الدراسة أيضًا أن الزيليتول يزيد من نشاط الصفائح الدموية، ومن خطر تكوُّن الجلطات الدموية في الجسم. وأشارت النتائج إلى أن تناول جرعة نموذجية من مشروب مُحلّى بمادة الزيليتول أدى إلى زيادة سريعة وملحوظة في جميع مؤشرات تنشيط الصفائح الدموية لدى المشاركين في الدراسة مقارنة بشرب مشروب مُحلّى بالسكر العادي.
وفي بيان صحافي، قال الدكتور ستانلي هازن من مركز أبحاث ليرنر التابع لكليفلاند كلينك: "تُظهر هذه الدراسة مرة أخرى الحاجة الماسة لإجراء المزيد من الدراسات حول الكحوليات السكرية والمُحلّيات الصناعية، خاصة مع استمرار التوصية بتناولها لمكافحة بعض الحالات الصحية مثل السمنة أو مرض السكري". وتابع: "وهذا لا يعني التخلص من معجون الأسنان الذي يحتوي على مادة الزيليتول، ولكن علينا أن ندرك أن استهلاك منتَج يحتوي على مستويات عالية من الزيليتول يمكن أن يزيد من خطر الإصابة بالجلطات الدموية".

## الأمان
يعتبر الزيليتول غير ساما للبشر، في إحدى الدراسات وجد أن الافراد الذين يكون نظامهم الغذائي يحتوي على 1,5 كغ شهريا باستهلاك 430 غرام على الأكثر يوميا دون أي مرض يذكر.[42] وكجميع السكريات الكحولية فإن للزيليتول أثرا مسهلا وملينا نظرا لعدم هضمه كليا في عملية الهضم، وإن كان أثر مقاومة من السوربيتول. ويكون التأثير حسب الفرد. وفي دراسة أخرى ل 13 طفلا، ظهرت 4 حالات من الاسهال عند استهلاك أكثر من 65 غرام منه يوميا  أثبتت الدراسات أن التعود والتكيف عليه يحدث بعد أسبوع تقريبا.
كمعظم السكريات الكحولية، وباستثناء الايريثريتول، استهلاك ما يزيد على عتبة تسبب الاسهال (كمية التحلية التي يمكن استهلاكها قبل حلول ألم في البطن) يمكن أن يؤدي إلى آثار جانبية مؤقتة في الجهاز الهضمي، مثل الانتفاخ، والغازات، والإسهال. التكيف، بزيادة قدرها عتبة تسبب الاسهال، يحدث مع المدخول المنتظم. الزيليتول لديه عتبة تغوط أقل من بعض الكحول والسكر، وهو أكثر سهولة من غيرها مثل مانيتول والسوربيتول 

### سمية الزيليتول في الكلاب
يعتبر الزيليتول مهددا ساما وحقيقيا لحياة الكلاب، بالعودة إلى الجمعية المريكية لمنع القسوة مع الحيوانات في قسم التحكم بتسمم الحيوانات، فإن عدد حالات التسمم التي يسببها الزيليتول في ازدياد مستمر منذ بداية الاحصائيات في ال 2002. تعاني الكلاب التي تتناول الأطعمة التي تحتوي على الزيليتول (أكثر من 100 ملليغرام من زيليتول المستهلكة لكل كيلوغرام من وزن الجسم) من انخفاض نسبة السكر في الدم (نقص سكر الدم)، والتي يمكن أن تكون مهددة للحياة. يمكن  انخفاض نسبة السكر في الدم يؤدي إلى فقدان التنسيق والاكتئاب والانهيار والمضبوطات في اقل من 30 دقيقة  تناول جرعة من الزيليتول. (أكثر من 500-1000 ملغ / كغ وزن الجسم) وقد تورط في فشل الكبد في الكلاب، والتي يمكن أن تكون قاتلة  ومن الممكن ان يكون سبب نقص السكر في الدم التي يعاني منها الكلاب هو أن يتم تحرير الزيليتول في اللثة أكثر ببطء واستيعابها خلال فترة أطول مما كانت عليه عندما يتم استهلاكها على أنها شكل نقي  

### سمية الزيليتول للطيور البرية
فحص طبيب بيطري على جثث 30 طائر سكر التي ماتت في غضون 30 دقيقة من شرب محلول مصنوع من زيليتول، من وحدة التغذية في حديقة هيرمانوس  

### سلامة الاستعمال
تختلف الاحتياطات المتبعة أثناء التعامل مع المادة باختلاف الكمية والظروف المحيطة. يسبب الزيليتول تأثيرات ضارة بالجسم إذا تمّ تناوله بكميات كبيرة، وفي بعض الحالات يمكن أن يسبب تخرشات عينية لذلك يُنصح بارتداء الواقيات العينية، ولابد من الانتباه إلى أن هذه المادة قابلة للاشتعال 